# Előd vezér
Előd vezér a honfoglaló magyarok hét vezérének egyike. Egyes vélemények szerint személye megegyezik Levedei fejedelemmel. Feltételezett gyermeke Álmos vezér.

## Élete
Kézai Simon a Gesta Hungarorumban Árpád származása kapcsán ír Elődről:

„Azon kapitányok közt tehát Árpád, Álmos fia, ki Előd fia, ki Ögyek fia volt, a Turul nemzetségből vagyonban gazdagabb s hadban hatalmasabb vala.”
Anonymus szerint Előd vezér Szabolcs apja volt (nem Árpád nagyapja) és a Vértes erdőt valamint a  Fertő környékét Előd azzal a feltétellel kapta birtokul Árpád vezértől, hogy ő lesz a nyugati határőrség vezetője. Később Előd – Szabolcs fiától származó – unokája, Csák kezdte építeni Csák várát és tőle származott a Csák nemzetség.

## Történészi vélemények
Más vezérekhez hasonlóan személyének valódi szerepe vitatott a történészek körében. Ellentmondás fakad abból, hogy a krónikáshagyományban Álmos apjaként szerepel, míg Anonymusnál vezértársaként. A kettő nehezen egyeztethető össze, Árpáddal aligha vehetett volna részt egyszerre a honfoglalásban saját apai nagyapja. Abból, hogy Anonymus Szabolcs apjaként említi, Györffy György arra következtetett, hogy Szabolcs Árpád rokona és talán utóda lehetett.
Felmerült a Bíborbanszületett Konstantin által említett Levedivel való azonossága is (lő-lev), de ez nem teljesen alátámasztott.
Más magyarázatok kétségbevonják, hogy az Előd a honfoglalás korában már személynév lett volna. Egyes vélemények szerint jelentése egyszerűen „ős”, ezért szerepelhet különböző vezérek apjaként. Olyan feltételezés is létezik (például Földes Péter szerint), amely az elődöt tisztségnek, az elővéd vezetőjének tartja.

## Emlékek

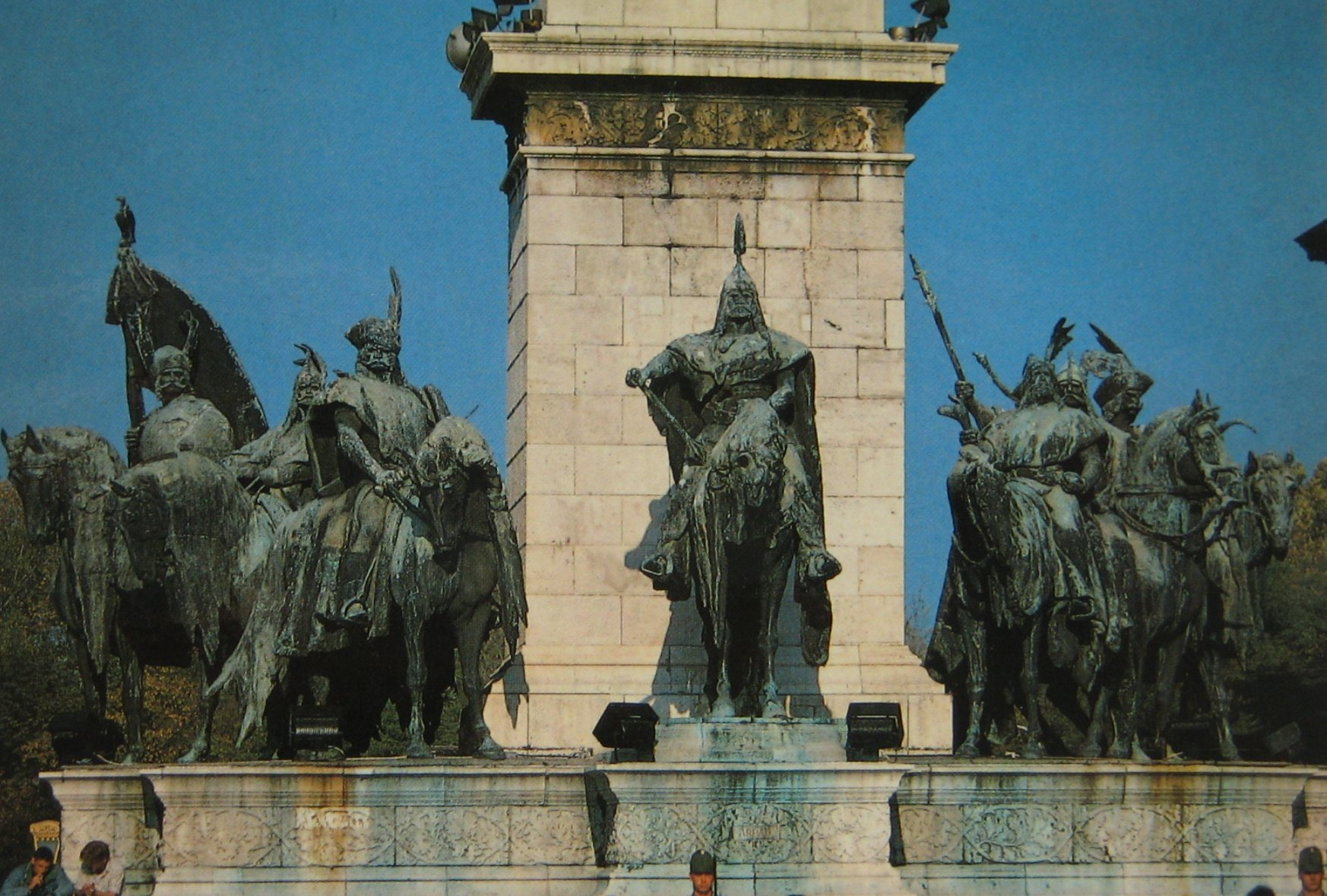
A Millenniumi emlékmű emlékoszlopánál Árpádtól jobbra az első alak Előd vezér

- A Halászbástya északi tornyának feljárójánál áll Előd vezér – Mikola Ferenc  által készített – kétméteres kőszobra, melyet 1906-ban állítottak fel.[5]
- A budapesti Hősök terén található Millenniumi emlékmű emlékoszlopánál, Árpádtól jobbra áll Zala György alkotása, Előd vezér 4,7 méteres bronz lovas szobra, melyet 1928-ban állítottak fel.[6]
- Gárdonyi Géza így ír Elődről a Hét vezér című versében:

„…Árpádnak az öregapja Előd volt,
de biz abban sámsoni nagy erő volt:
rezes kopja száz esztendős kezébe:
unokáját üstökösként kísérte. …” 
- Koltay Gábor Honfoglalás című filmjében Bitskey Tibor alakította Elődöt, a Nyék törzs vezérét.